# Katedra Boskiego Zbawiciela w Ostrawie
Katedra Boskiego Zbawiciela (czes. Katedrála Božského Spasitele) – trzynawowa neorenesansowa bazylika  w Ostrawie, zakończona półokrągłą apsydą z dwiema 67 metrów wysokimi wieżami.

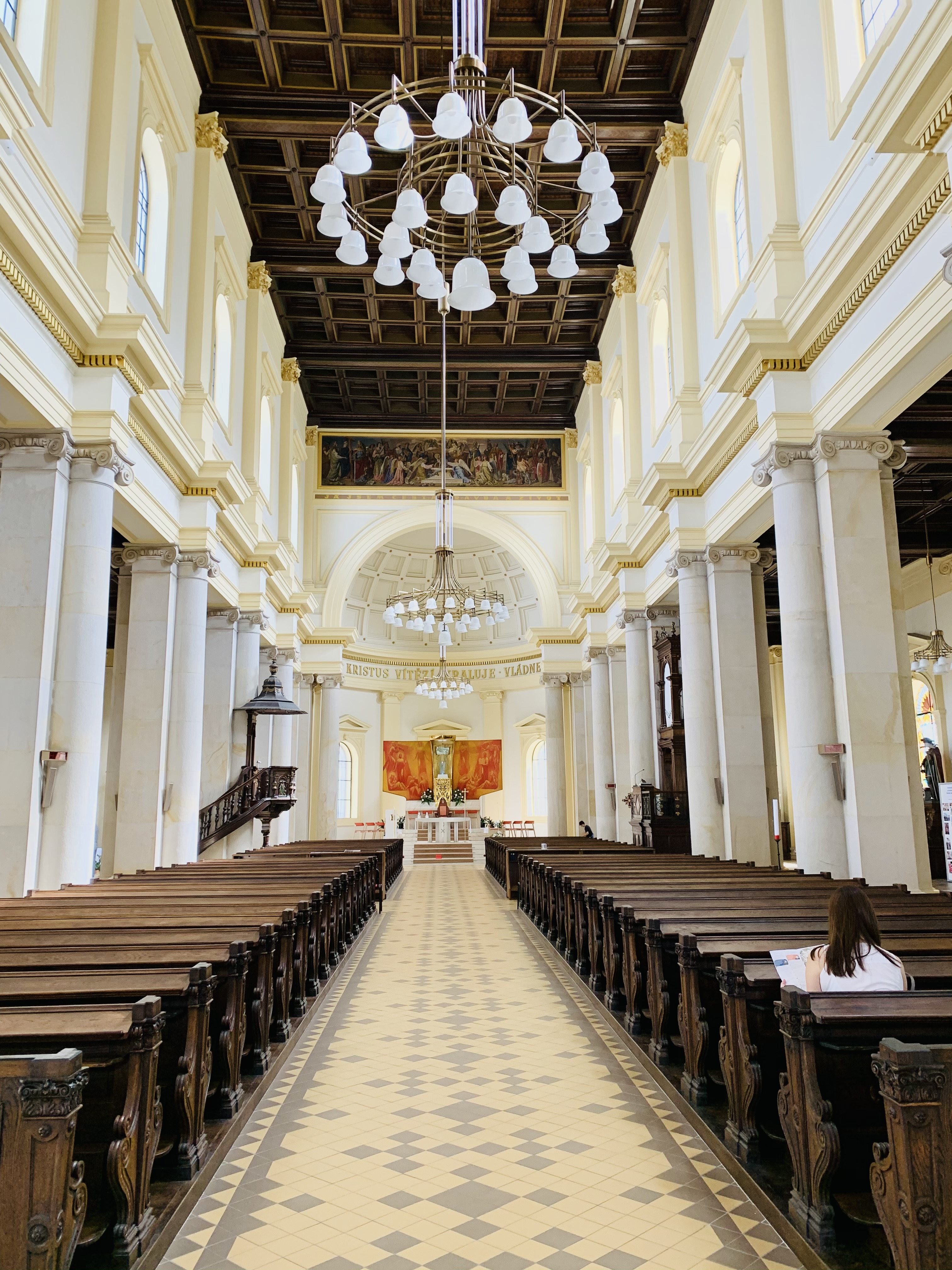
Nawa główna

Budowę według projektu architekta Gustava Meretty ukończono w 1889, kiedy to została 16 lipca poświęcona przez arcybiskupa ołomunieckiego Theodora Kohna. Wnętrza zostały zaprojektowane przez Maxa von Ferstela. Kościołem parafialnym został jednak dopiero w 1927, natomiast pełniący dotąd tę funkcję kościół św. Wacława stał się filialnym. Gdy w 1996 wydzielono z archidiecezji ołomunieckiej nową diecezję ostrawsko-opawską, kościół ten stał się zarazem katedrą diecezjalną.